# 九州岛斧蛤
是帘蛤目斧蛤科Tentidonax的一种。主要分布于中国大陆、台湾，常栖息在浅海沙底、潮间带至潮下带10米。